# Đình Yên Sở
Đình Yên Sở (tên gọi khác: Quán Giá, Đền Quán Giá, Đền Giá, Quán Diễm Xá) ở làng Yên Sở, xã Yên Sở, thành phố Hà Nội là di tích lịch sử văn hóa cấp Quốc gia. Là nơi thờ Tướng quân Lý Phục Man, có công giúp Lý Nam Đế đánh đuổi quân Lâm Ấp lập lên nhà nước Vạn Xuân.
Làng Yên Sở xưa gọi là làng Cổ Sở, còn có tên Nôm là làng Giá Lụa, vì vậy đình còn gọi là đình Giá. Người Yên Sở quen gọi là Quán Giá.

## Lịch sử
Theo truyền thuyết, đình được xây dựng lần đầu tiên vào thời Lý Thái Tổ (1010 - 1026). Đình thờ Lý Phục Man, người làng Cổ Sở, một vị tướng của vua Lý Nam Đế.
Năm 1947, di tích này đã bị quân Pháp đốt phá, chỉ còn hai tam quan, hai bức tường và hậu cung. Nhân dân địa phương đã tu tạo nhiều lần, lần cuối vào năm 1990.
Lễ hội hằng năm được tổ chức vào ngày mồng 10 tháng 3 âm lịch.
Đình Yên Sở tên địa phương là Quán Giá, thờ tướng quân Lý Phục Man, vị danh tướng đời Vua Lý Nam Đế đã hi sinh vì non sông. Để tưởng nhớ công ơn của ngài, cứ đến ngày 10/03 (âm lịch) hàng năm, nhân dân địa phương (Yên sở, Đắc Sở, Tiền Yên) tổ chức lễ hội Giá. Và đặc biệt là cứ 05 năm 1 lần sẽ tổ chức hội lớn (Tổ chức vào những năm chẵn).